# Felicja Stendigowa
Felicja Stendigowa de domo Infeld (ur. 18 listopada 1895 w Krakowie, zm. 2 maja 1945 w Bergen-Belsen) – polska dziennikarka, eseistka, socjolożka i feministka żydowskiego pochodzenia.

## Życiorys
Urodziła się 18 listopada 1895 roku w Krakowie, w rodzinie kupca Salomona i Estery Infeldów. Jej młodszym bratem był fizyk Leopold Infeld. Kształciła się w gimnazjum hebrajskim, a następnie – zgodnie z życzeniami rodziny, a wbrew własnym inklinacjom i zdolnościom – kontynuowała naukę w Dwuklasowej Szkole Handlowej Żeńskiej przy Akademii Handlowej w Krakowie, po której rozpoczęła pracę w rodzinnej firmie. Swoją wiedzę poszerzyła poprzez intensywne samokształcenie i lektury. Uczestniczyła jako wolny słuchacz w wykładach Uniwersytetu Jagiellońskiego oraz uzyskała dyplom nauczyciela języka angielskiego z Uniwersytetu Londyńskiego. Władała ośmioma językami: oprócz języka polskiego znała jidysz, hebrajski, francuski, włoski, rosyjski, angielski oraz esperanto.
W 1919 roku wyszła za mąż za architekta Jakuba Stendiga. Mieszkanie małżeństwa stało się miejscem spotkań krakowskiej inteligencji żydowskiej, do tego Stendingowa prowadziła „obiady czwartkowe” w duchu tradycji salonów literackich. Para miała dwójkę dzieci: Józefa i Gustawę.

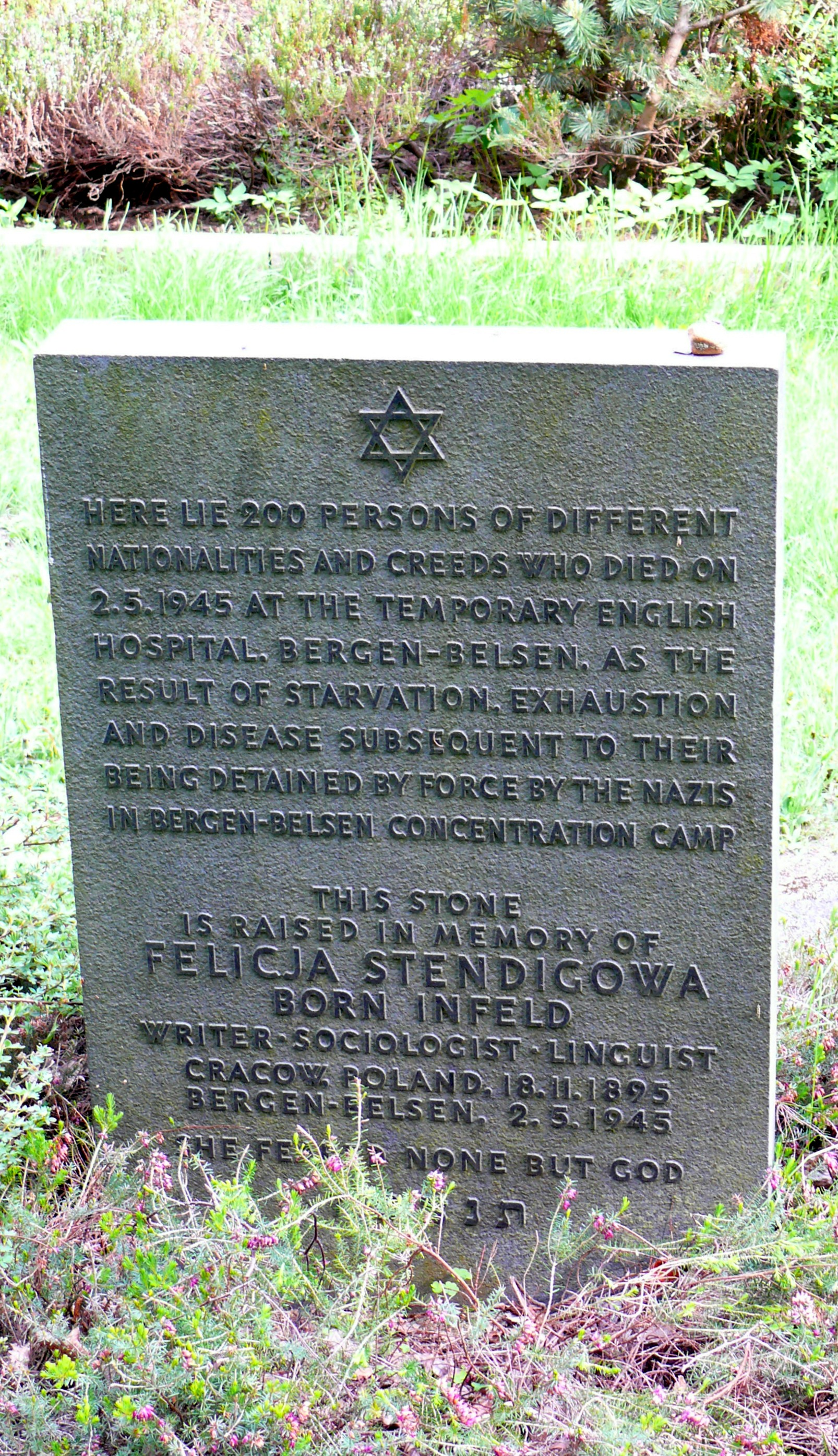
Płyta nagrobna Stendigowej na terenie Bergen-Belsen

Stendigowa poświęciła się działalności dziennikarskiej i pracy badawczej, skupiając się na zagadnieniach feministycznych, takich jak życie Żydówek na świecie (wgłębiała się np. w życie społeczności żydowskiej w Etiopii i Jemenie), prawa kobiet, instytucja małżeństwa, planowanie rodziny czy rola kobiet w historii. Śledziła także nowinki w pedagogice oraz interesowała się zagadnieniami literackimi. Jako jedna z pierwszych kobiet w Polsce studiowała Talmud. W ramach bogatej działalności publicznej wygłaszała pogadanki i odczyty, m.in. w lokalach Towarzystwa Psychologiczno-Pedagogicznego, Syjonistycznego Uniwersytetu Ludowego, Żydowskiego Towarzystwa Teatralnego, Towarzystwa Krzewienia Świadomego Macierzyństwa i Reformy Obyczajów, Międzynarodowej Syjonistycznej Organizacji Kobiet czy na antenie Polskiego Radia. Ze względu na dużą frekwencję, niektóre prelekcje powtarzano.
Współpracowała z różnymi tytułami prasowymi, w tym z „Nowym Dziennikiem”, na łamach którego ukazały się tak jej teksty autorskie, jak i kilka tłumaczeń z jęz. hebrajskiego, w tym prozy Dawida Frischmanna. Publikowała także w tygodniku „Ewa” (który sama nazwała „Boyem w spódnicy”, zwracając uwagę na rolę czasopisma w inicjowaniu dyskusji na kontrowersyjne tematy społeczne), jak i w „Chwili”, „Opinii”, „Diwrej Akibie” i w „Ogniwach”. Jej artykuły i polemiki pojawiały się także na łamach tytułów nieżydowskich, takich jak „Kurier Kobiecy”, „As”, „Moja Przyjaciółka” czy kwartalnik „Życie Świadome”, z którym współpracowali Irena Krzywicka i Tadeusz Boy-Żeleński. W 1938 roku, pod tytułem Usta lakierowane, ukazał się pozytywnie przyjęty przez krytykę wybór z jej felietonów, których styl pełen ironii i nonszalancji porównywano do twórczości Magdaleny Samozwaniec.
Po wybuchu II wojny światowej Stendigowa została przez Niemców przesiedlona z rodziną do getta krakowskiego. W 1943 roku deportowano ją do niemieckiego obozu koncentracyjnego Plaszow. W 1944 roku przeniesiono ją kolejno do niemieckich obozów koncentracyjnych Auschwitz-Birkenau, a następnie do Bergen-Belsen. Zmarła 2 maja 1945 roku, z wycieńczenia, głodu oraz chorując na tyfus, kilkanaście dni po wyzwoleniu obozu.